# Therigāthā
Les Therīgāthā, mot qui peut se traduire par Versets des nonnes anciennes (en pāli : therî « anciennes » et gāthā « versets »), est une collection de courts poèmes bouddhiques censés avoir été composés par des membres femmes du sangha bouddhiste primitif. 

## Description
Dans le canon pali, la Therigāthā est rangée dans le Khuddaka Nikaya, la collection de courts textes du Sutta Pitaka. Elle est constituée de 73 poèmes, soit 522 versets, classés selon le nombre (croissant) de vers de chaque poème. Ainsi, il y a seize ensembles de poèmes : à un vers, deux vers, trois vers, etc., jusqu'à 40 vers . 
Ils sont probablement dus à une centaine de femmes, bien qu'un des gathas est signalé prononcé par cinq et un autre par cinq cents femmes. Il s'agirait, selon la tradition, de moniales ayant atteint l'éveil (bodhi) ou en tout cas d'« anciennes » (pali: therî), parmi lesquelles figurerait la belle-mère et tante du BouddhaMaha Prajapati. Il est difficile de préciser la date de ces poèmes, même si, selon la tradition, l'ensemble aurait été récité lors du premier concile bouddhique, qui s'est tenu peu de temps après la mort du Bouddha Gautama (mais certains passages ont clairement été ajouté plus tard). 
En dépit de sa relative brièveté, la Therigāthā occupe une place significative dans le bouddhisme ancien. Le recueil présente souvent un point de vue de femmes, avec les douleurs de l'enfantement, le mariage, la perte d'un enfant, la beauté physique, les hommes. Elle contient ainsi de nombreux passages qui réaffirment que les femmes sont les égales des hommes en matière d'accomplissement spirituel[réf. nécessaire]. Certains versets traitent de sujets qui devaient toucher particulièrement les femmes dans l'univers du bouddhisme primitif : on trouve ainsi un poème sur une femme dont l'enfant est mort, un autre sur une ancienne prostituée devenue nonne, ou encore une riche héritière qui a abandonné sa vie matérialiste, et même un poème sur Maha Prajapati.  
La plupart des versets des Therigāthā exposent les efforts de nonnes pour résister aux tentations de Māra[réf. nécessaire]
On trouve dans la cinquième division du Samyutta Nikaya d'autres textes bouddhiques abordant les rôles et possibilités des femmes dans le sangha primitif. Quant au Theragāthā (Versets des moines anciens), il est le pendant masculin des Therigāthā.

#### Traductions
- (en) « Therigatha. Verses of the Elder Nuns », sur accesstoinsight.org (consulté le 30 janvier 2024)

- « Therigatha. Versets des nonnes anciennes (versets choisis) », sur canonpali.org (consulté le 30 janvier 2024)
- (en) Therigatha : Poems of the first Buddhist Women  (trad. et notes par Charles Hallisey), Cambridge (MA), Harvard University Press, 2015, 344 p. (ISBN 978-0-674-42773-0)

- (en) Poems of the First Buddhist Women. A Translation of the Therigatha  (trad. et notes par Charles Hallisey), Cambridge (MA), Harvard University Press, 2021, 192 p. (ISBN 978-0-674-25135-9)
- Stances des Theri (Therigata)  (trad. Danièle Masset), Oxford, Pali Text Society, 2005, 241 p. (ISBN 978-0-860-13417-6)

#### Études
- (en) Oskar von Hinüber, A Handbook of Pāli Literature, Berlin - New York, Walter de Gruyter, 1996, vi, 257 (ISBN 3-110-14992-3), p. 51-54

- Susan Murcott (trad. Bénédicte Niogret), Bouddha et les femmes. Les premières femmes bouddhistes d'après le Therigatha, Paris, Albin Michel, coll. « Spiritualités vivantes », 1997, 272 p.
- (en) Acariya Dhammapala (trad. William Pruit), The Commentary on the Verses of the Theris, Oxford, Pali Text Society, 1998, 459 p. (ISBN 978-0-860-13363-6, lire en ligne)Reproduction partielle de l'ouvrage en pdf. Pour la version complète (en pali), éd. par E. Müller, Oxford, PTS, 1893, xxxviii + 319 p. [lire en ligne]